# Parc Nacional de Crater Lake
El Parc Nacional de Crater Lake - Crater Lake National Park (anglès) - és un parc nacional administrat pel Servei de Parcs Nacionals situats al sud d'Oregon a la costa oest dels Estats Units. El parc va ser establert el 1902 en tal forma que és el cinquè parc nacional més antic als Estats Units. El parc abasta la caldera d'un volcà destruït, que ara és un llac d'un color blau magnífic, a més dels turons i els boscos que l'envolten.

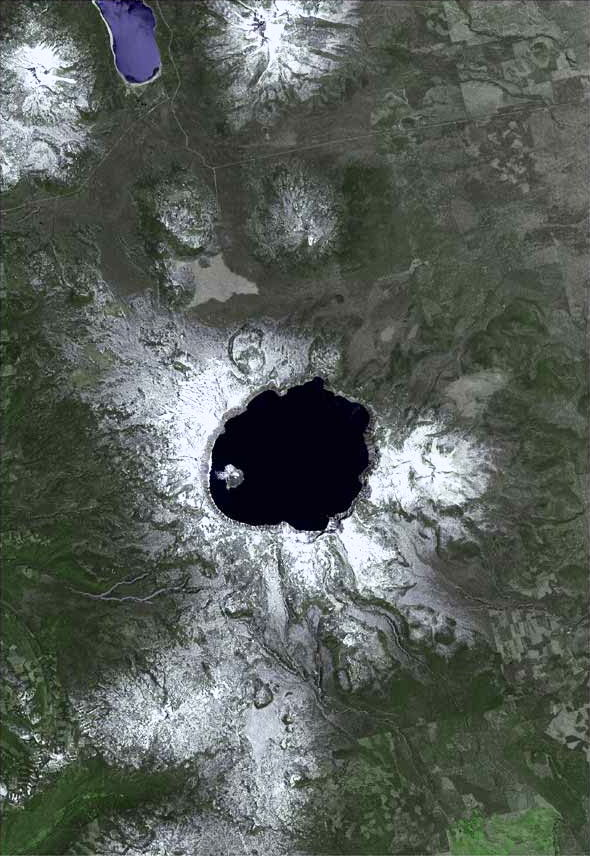
Una vista des de satèl·lit del Crater Lake

El llac és 594 metres de profunditat al punt més profund. Això significa que el Crater Lake és el llac més profund dels Estats Units, el segon més profund d'Amèrica del Nord i el novè més profund del món.